# Louisella pedunculata
La louisella (Louisella pedunculata) è un animale estinto, appartenente ai priapulidi. Visse nel Cambriano medio (circa 505 milioni di anni fa) e i suoi resti fossili sono stati ritrovati in Canada, nel famoso giacimento di Burgess Shale.

## Descrizione
Louisella è il più grande priapulide ritrovato a Burgess Shale, e raggiunge i 30 cm di lunghezza. Come tutti i priapulidi, questo organismo era un verme annulato, con una struttura invertibile rivestita di denti adibita all'alimentazione (proboscide) all'estremità anteriore del corpo; aveva un intestino rettilineo che conduceva direttamente dalla bocca nella parte anteriore all'ano sul retro. Il tronco del verme presentava quattro sezioni distinte, che si distinguono per la loro struttura. Anelli di corte spine circondavano il corpo del verme, e due file di piccole escrescenze (papille, utili anche come branchie) si estendevano lungo la superficie del verme. La porzione posteriore dell'organismo non possedeva spine, e potrebbe essere stata introflessa all'interno della coda dell'animale. La proboscide era coperta da una serie di spine, con un anello di venticinque o più punte nei pressi della sua parte centrale. Questa struttura potrebbe essere stata estroflessa ed estrusa dall'organismo.

## Classificazione
Louisella pedunculata venne descritta per la prima volta nel 1911 da Charles Doolittle Walcott, sulla base di un solo esemplare ritrovato nelle argilliti di Burgess in Columbia Britannica. Walcott originariamente considerò Louisella un cetriolo di mare, riconoscere un "fondo" appiattito e tentacoli alle due estremità (Walcott, 1911a); l'insolito ripiegamento dell'olotipo di Louisella aveva dato alle sue file di papille l'aspetto di tentacoli sul davanti e sul retro. Successivamente Walcott descrisse ulteriore materiale come un nuovo anellide, Miskoia preciosa (Walcott, 1911b); venne poi però riconosciuta la sinonimia con Louisella da Conway Morris (1977) che riconobbe questo animale come un verme priapulide primitivo.
Louisella è stato confrontato con i vermi nematelminti(Maas et al., 2007), ma la maggior parte degli studiosi ritiene che ci sia un rapporto con i priapulidi a livello di "gruppo stelo" (Harvey et al., 2010; Wills, 1998). In ogni caso, la presenza di scleriti lo avvicina ai paleoscolecidi (Conway Morris, 1997).

## Paleoecologia
Louisella era un verme scavatore, che forse poteva trascorrere qualche tempo in superficie. Era carnivoro, e la sua proboscide sembra essere stata adatta a stritolare il cibo, e ciò suggerisce che si nutriva di prede più grandi. Tuttavia, non è chiaro se Louisella fosse un cacciatore attivo o uno "spazzino" di carcasse. La possibile presenza di sedimenti nell'intestino suggerisce che potrebbe essersi alimentato di organismi all'interno del sedimento, o che avesse ingerito fango mentre si nutriva (anche se il fango può essere entrato nell'intestino dopo la morte).